# 近衛軍村 (梅利托波爾區)
46°36′27″N 34°50′33″E / 46.60750°N 34.84250°E
近卫军村（羅馬化：Hvardiiske）是烏克蘭東南部扎波羅熱州梅利托波爾區亚基米夫卡市镇内的村落。始建於1903年，面積0.18平方公里，海拔高度31米，2001年人口66，人口密度每平方公里362.6人。
2024年9月19日，乌克兰最高拉达将此村的名字改为德瓦纳齐亚泰（羅馬化：Dvanadtsiate）。